# Ajesaia
Ajesaia is een Malagassische voetbalclub uit de hoofdstad Antananarivo. De club won al tweemaal de landstitel en won een keer de Beker van Madagaskar.

## Palmares
- THB Champions League

Winnaar (2) : 2007, 2009
- Beker van Madagaskar

Winnaar (1) : 2006
- Malagassische supercup

Winnaar (2) : 2007, 2009